# 泓水の戦い
泓水の戦い（おうすいのたたかい、中国語: 泓水之戰、拼音: Hóngshuǐ zhī zhàn）は、中国春秋時代の紀元前638年に宋の襄公と楚の成王が泓水（現在の河南省商丘市柘城県）にて激突した戦い。楚の大勝に終わり、宋は楚の影響下に置かれることになった。

## 事前の経緯
宋の襄公は、春秋五覇に数えられる斉の桓公と密接な協力関係にあったが、桓公亡き後の斉国内の騒動を瞬く間に鎮圧したことに自信を得、会盟を主宰して自らも覇者への道を歩き始めた。これを快く思わなかったのが楚の成王である。当時の楚の国力は宋を遥かに凌いでおり、宋が主導権を握ろうとしたことに対して反発して自身は会盟に出席せず、代わりに将軍の子玉を送った。諸侯は口々に楚王の無礼をなじったが、襄公はそれらをなだめて会盟をおこなった。
会盟が始まったが、子玉も、襄公が盟主の座についているのが面白くなく、襄公に恥をかかせてやろうと思い立った。そこで突如として襄公を拉致し、周辺の邑を荒らしまわった。宋の兵は襄公が人質に取られているので手も足も出せなかったが、見かねた諸侯が子玉をなだめ、なんとか襄公を取り返すことが出来た。襄公の盟主としての面目は丸潰れとなり、気の済んだ子玉は意気揚々と楚に引き上げていった。このときの子玉の所業を成王はいたく気に入ったらしく、のちに子玉は楚の令尹（宰相）になる。

## 宋襄の仁
宋の国民は大いに怒り、成王の無礼を正すために楚に挑戦することになった。楚軍は首都郢を発し、襄公はこれを受けて決戦の地に宋国内の泓水のほとりを選んだ。やがて楚軍が現れ、川を渡り始めると宋の宰相の目夷（子魚）は「まともに戦えば勝ち目はありません。楚軍が川を渡りきって陣を完成する前に攻撃しましょう」と進言した。しかし襄公は「君子は人が困っているときにさらに困らせるようなことはしないものだ」と言ってこれを退けた。目夷は「ああ、わが君はいまだに戦いを知らない」と嘆いたという。果たして、川を渡りきった楚軍は陣を完成させ、宋軍を散々に打ち破った。襄公自身も太股に矢傷を負った。このことから、敵に対する無用の情け、分不相応な情けのことを宋襄の仁（そうじょうのじん）と呼ぶようになった。
ただし、宋襄の仁を批判しているのは『春秋左氏伝』であって、『春秋公羊伝』では襄公が詐術を使わずに堂々と戦ったことを賞賛している。
また、中国史学者の落合淳思は「楚は大国で、宋は中小国。宋襄の仁がなくとも楚が勝つのは順当なことだ」と評している。

## 事後
襄公は、この戦いで受けた矢傷がもとで、2年後に亡くなっている。
天下の覇権は楚に移ったかに見え、楚を盟主として仰ごうとする小国が後を絶たなかった。しかし、楚の勢いも長くは続かなかった。晋の公子重耳が19年の放浪を経て帰国、文公となり、城濮の戦いで楚軍を散々に打ち破ると、令尹･子玉は敗戦の責任を問われて自殺した。さらに成王も太子の商臣に殺されてしまうのである。